# Jean Lalonde
Pour les articles homonymes, voir Lalonde.
Jean Lalonde (né à Montréal le 4 mai 1914 et mort à Montréal le 6 juin 1991) est un chanteur et animateur québécois. Il était surnommé le Don Juan de la chanson pendant les années 1940.

## Biographie
Après des études de chant avec José Delaquerrière, Jean Lalonde commence sa carrière en 1933 à une station radiophonique d'Ottawa, interprétant, entre autres, des chansons du répertoire de Bing Crosby, auquel il sera souvent comparé par la suite.

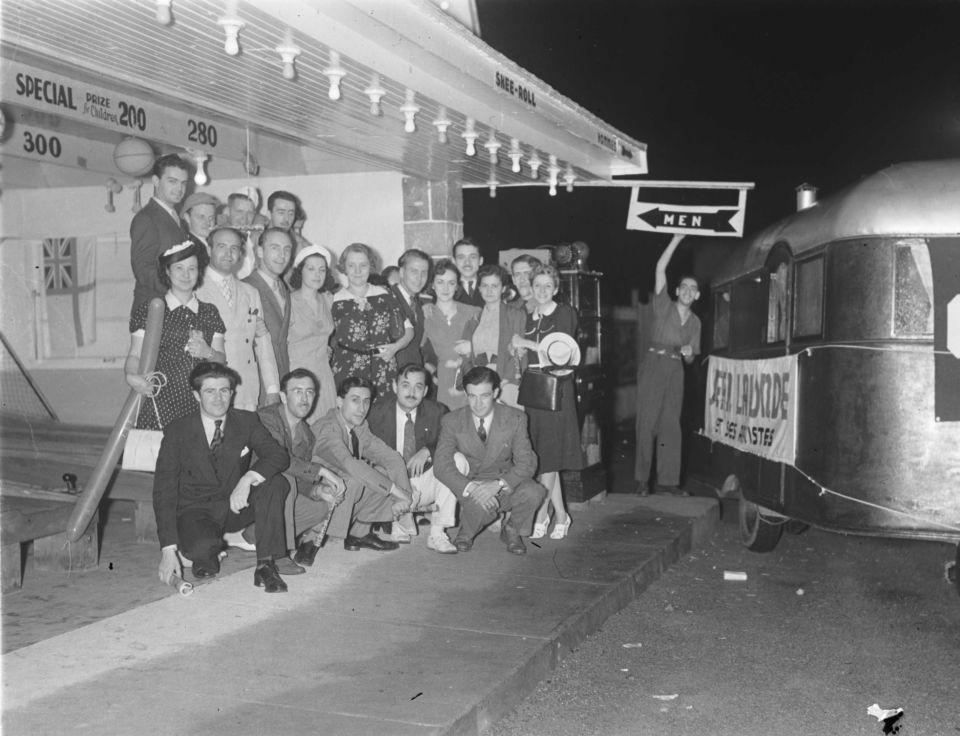
Jean Lalonde (au 2e rang, 3e de la gauche) et d'autres employés de CKAC

En 1934, il revient à Montréal où la station CKAC l'engage comme chanteur et animateur, poste qu'il occupe une vingtaine d'années. L'une de ses émissions, Le Don Juan de la chanson (1936-45), fut très populaire et son titre resta toujours accolé au nom de Jean Lalonde.
Il chantait en français, en anglais et en espagnol.
Il se fit l'interprète de plusieurs succès américains et sud-américains dont il écrivit lui-même les paroles françaises. Vers 1955, il ouvre à Saint-Jérôme, au nord de Montréal, la station radiophonique CKJL dont il sera propriétaire jusqu'en 1974. À l'émission Au temps du 78 tours (1971) à la Première Chaîne, il fit revivre les plus beaux moments de sa carrière. Parmi ses plus grands succès figurent Petite madame bonsoir et Vous qui passez sans me voir.
Avec son fils, le chanteur Pierre Lalonde, il anima Les Don Juan  à la station CKLM (1974).

## Source
- Hélène Plouffe, Lalonde, Jean (Gabriel), Encyclopédie canadienne, Historica Canada